# Yamashita Ryoya
Yamashita Ryoya (sinh ngày 19 tháng 10 năm 1997) là một cầu thủ bóng đá người Nhật Bản.

## Sự nghiệp câu lạc bộ
Yamashita Ryoya hiện đang chơi cho Tokyo Verdy.

## Thống kê sự nghiệp
| Đội         | Năm       | J.League | J.League | J.League Cup | J.League Cup | Tổng cộng | Tổng cộng |
| Đội         | Năm       | Trận     | Bàn      | Trận         | Bàn          | Trận      | Bàn       |
| ----------- | --------- | -------- | -------- | ------------ | ------------ | --------- | --------- |
| Tokyo Verdy | 2020      | 41       | 8        | -            | -            | 41        | 8         |
| Tổng cộng   | Tổng cộng | 41       | 8        | 0            | 0            | 41        | 8         |